# Gabriela Dosoftei
Gabriela Dosoftei (n. 28 iunie 1967, Constanța, România), este antrenoare de gimnastică, română, care a antrenat, printre alți sportivi si pe Cătălina Ponor. Gabriela Dosoftei, ca gimnastă, a făcut parte din lotul olimpic lărgit de la Deva, România, antrenat de Bella Karoly..

## Distincții
- Ordinul “Meritul Sportiv” clasa a II-a  (13 septembrie 2004) [2]